# Mistrzostwa Panamerykańskie w Zapasach 2010
Mistrzostwa rozegrano od 28 do 30 kwietnia 2010 roku w mieście Monterrey.

## Tabela medalowa
|     | Państwo    |    |    |    | Razem: |
| --- | ---------- | -- | -- | -- | ------ |
| 1.  | Kuba       | 10 | 2  | 2  | 14     |
| 2.  | USA        | 6  | 6  | 7  | 19     |
| 3.  | Kanada     | 3  | 3  | 8  | 14     |
| 4.  | Dominikana | 1  | 2  | 3  | 6      |
| 5.  | Wenezuela  | 1  | 2  | 2  | 5      |
| 6.  | Meksyk     | 0  | 3  | 6  | 9      |
| 7.  | Portoryko  | 0  | 2  | 2  | 4      |
| 8.  | Brazylia   | 0  | 1  | 2  | 3      |
| 9.  | Peru       | 0  | 0  | 2  | 2      |
| 9.  | Salwador   | 0  | 0  | 2  | 2      |
| 11. | Argentyna  | 0  | 0  | 1  | 1      |
|     | razem:     | 21 | 21 | 37 | 79     |

## Wyniki

### W stylu klasycznym
| Waga   | złoty                | srebrny               | brązowy             | brązowy           |
| ------ | -------------------- | --------------------- | ------------------- | ----------------- |
| 55 kg  | Gustavo Balart       | Francisco Encarnación | Ildefonso Arangure  | Lindsey Durlacher |
| 60 kg  | Jansel Ramírez       | Manuel López          | Jimmy Patrick Chase | ----              |
| 66 kg  | Pedro Muléns         | Ulises Barragán       | Ellis Coleman       | ----              |
| 74 kg  | Mayli Raúl Consuegra | Jacob Fisher          | Francisco Barrio    | Ángelo Mota Brea  |
| 84 kg  | Pablo Shorey         | José Arias Paredes    | Luis Betancourt     | Haight Cheney     |
| 96 kg  | Justin Ruiz          | Yasmany Lugo Cabrera  | Erwin Caraballo     | ----              |
| 120 kg | Rafael Barreno       | Brandon Rupp          | Ramón García        | Winchiel Negron   |

### W stylu wolnym
| Waga   | złoty            | srebrny         | brązowy         | brązowy          |
| ------ | ---------------- | --------------- | --------------- | ---------------- |
| 55 kg  | Frank Chamizo    | Obenson Blanc   | Arturo Chávez   | Aso Palani       |
| 60 kg  | Alejandro Valdés | James Mancini   | Gabriel García  | Coleman Scott    |
| 66 kg  | Geandry Garzón   | Pedro Soto      | Haislan Veranes | Manuel Rivera    |
| 74 kg  | Iván Fundora     | Ricardo Roberty | Trent Paulson   | Cleopas Ncube    |
| 84 kg  | Reineris Salas   | Jaime Espinal   | José Díaz       | Donald Brown     |
| 96 kg  | Michel Batista   | Luis Vivenes    | James Bergman   | Khetag Pliev     |
| 120 kg | Tervel Dlagnev   | Jesse Ruíz      | Antoine Jaoude  | Stephen Snijders |

### W stylu wolnym kobiet
| Waga  | złoty              | srebrny          | brązowy            | brązowy                 |
| ----- | ------------------ | ---------------- | ------------------ | ----------------------- |
| 48 kg | Clarissa Chun      | Jasmine Mian     | Guadalupe Pérez    | Flor Quispe             |
| 51 kg | Vanessa Brown      | Jessica Medina   | Jenny Mallqui      | ----                    |
| 55 kg | Andrea Ross        | Whitney Conder   | Alma Valencia      | Idirmis Acea García     |
| 59 kg | Deanna Rix         | Joice da Silva   | Wendy García       | Amanda Gerhart          |
| 63 kg | Elena Pirozhkova   | Katerina Vidiaux | Susana Valencia    | Stacie Anaka            |
| 67 kg | Elisabeth Williams | Christen Paysse  | Lil Canales        | ----                    |
| 72 kg | Ali Bernard        | Leah Callahan    | Lisset Hechavarría | Aline da Silva Ferreira |